# Élections municipales burundaises de 2025
Les élections municipales burundaises de 2025 ont lieu le 5 juin 2025 afin de renouveler les conseils municipaux des 42 communes du Burundi. Le scrutin se tient en même temps que les élections législatives.
Il s'agit des premières élections depuis la réduction du nombre de communes de 119 à 42. Les élections interviennent un mois avant les élections sénatoriales, au cours desquelles les nouveaux conseillers municipaux élisent les sénateurs.
Les conseils de collines et leurs chefs sont quant à eux renouvelés le 25 août 2025 lors des élections collinaires. L'ensemble des candidats pour ces dernières sont obligatoirement indépendants,. 